# Къньо Джамбазов
Къньо Джамбазов е български колоездач. Представител на България на Летните олимпийски игри в Берлин през 1936 г.

## Биография
Роден е на 14 май 1911 г. През 1936 г. участва в Летните олимпийски игри в Берлин, където завършва на 16-о място в общия старт на шосе. През 1947 г. на Балкано-средноевропейските игри в София, в тандем с Т. Дишев побеждават в дисциплината американско бягане на 20 обиколки.